# Siamosaurus suteethorni
Siamosaurus suteethorni es una especie y único miembro conocido del género Siamosaurus ("reptil de Siam") de dinosaurio terópodo espinosáurido que vivió a mediados del período Cretácico, hace aproximadamente ente 129 a 113  millones de años, desde el Barremiense al Aptiense, en lo que es hoy es Asia. Fue el primer espinosáurido reportado de Asia. Se conoce con seguridad solo por los fósiles de dientes, los primeros se encontraron en la Formación Sao Khua y luego se recuperaron más dientes de la más reciente Formación Khok Kruat, ambas de Tailandia. La especie tipo Siamosaurus suteethorni, cuyo nombre hace honor al paleontólogo tailandés Varavudh Suteethorn, fue descrita formalmente en 1986. En 2009, cuatro dientes de China atribuidos previamente a un pliosáurido bajo la especie " Sinopliosaurus" fusuiensis fueron identificados como los de un espinosáurido, posiblemente Siamosaurus. Aún no se ha determinado si dos esqueletos de espinosáuridos parciales de Tailandia y un diente aislado de Japón también pertenecen a Siamosaurus.
Dado que se basa únicamente en los dientes, el tamaño del cuerpo de Siamosaurus es incierto, aunque se ha estimado entre 5,1 y 9,1 metros de longitud. El diente holotipo mide 62,5 milímetros de largo. Los dientes de Siamosaurus eran rectos, ovalados a circulares en sección transversal y alineados con distintas ranuras longitudinales. Sus dientes tenían esmalte arrugado, similar a los dientes del género relacionado Baryonyx. Como espinosáurido, habría tenido un hocico largo y bajo y extremidades anteriores robustas, y un posible esqueleto indica la presencia de una vela alta corriendo por su espalda, otro rasgo típico de esta familia de terópodos. Algunos paleontólogos consideran que Siamosaurus es un nombre dudos , y algunos argumentan que sus dientes son difíciles de diferenciar de los de otros espinosáuridos del Cretácico temprano, y otros que puede que no sea un dinosaurio en absoluto. Según los rasgos dentales, Siamosaurus y  "S." fusuiensis se han colocado en la subfamilia Spinosaurinae .
Como en todos los espinosáuridos, los dientes de Siamosaurus eran cónicos, con estrías reducidas o ausentes. Esto los hizo adecuados para empalar en lugar de desgarrar la carne, un rasgo que se ve típicamente en animales en gran parte piscívoros. También se sabe que los espinosáuridos consumieron pterosaurios y pequeños dinosaurios, y hay evidencia fósil de que el propio Siamosaurus se alimentaba de dinosaurios saurópodos, ya sea a través de la carroña o la caza activa. El papel de Siamosaurus como depredador parcialmente piscívoro puede haber reducido la prominencia de algunos cocodrilos contemporáneos que compiten por las mismas fuentes de alimento. El análisis de isótopos de los dientes de Siamosaurus y otros espinosáuridos indica hábitos semiacuáticos. Siamosaurus vivía en un hábitat semiárido de llanuras aluviales y ríos serpenteantes, donde convivía con otros dinosaurios, así como con pterosaurios, peces, tortugas, crocodiliformes y otros animales acuáticos.

## Descripción

Tamaño estimado tentativamente de Siamosaurus (en gris) y "espinosáurido de Phuwiang B" (en rojo), que pueden representar el mismo taxón

En 2004, en su libro de divulgación, el autor Don Lessem estimó que Siamosaurus medía 9,1 metros de largo. En 2005, la autora británica Sussana Davidson y sus colegas dieron una estimación más baja de 8 metros de longitud y un peso de 1 tonelada. En un libro de divulgación de 2016, los autores Rubén Molina-Pérez y Asier Larramendi lo estimaron en aproximadamente 5,1 metros de largo, 1,45 de altura en las caderas y un peso de 255 kilogramos. Sin embargo, cálculos fiables sobre el peso y el tamaño corporal de dinosaurios fragmentarios como Siamosaurus se ven obstaculizados por la falta de buen material, como un cráneo o un esqueleto postcraneal, por lo que las estimaciones son solo provisionales. El "espinosáurido de Phuwiang B" fue calculado por Samathi en 2019 en aproximadamente 5 metros de largo. Como espinosáurido, Siamosaurus habría tenido mandíbulas bajas, estrechas y alargadas, extremidades anteriores bien formadas, miembros posteriores relativamente cortos y espinas neurales alargadas en las vértebras formando una vela en su espalda.

### Dientestipo
Los dientes de terópodos fósiles se identifican típicamente por atributos como las proporciones, el tamaño y la curvatura de la corona, así como la presencia y forma de los dentículos, y las estrías. El holotipo de S . suteethorni, espécimen DMR TF 2043a tiene 62,5 milímetros de longitud total, con la corona de 47,7 milímetros de largo y 16,6 por 12,5 milímetros de ancho en su base. Es uno de los dientes más grandes descubiertos por Buffetaut e Ingavat. Una muestra mucho más pequeña, DMR TF 2043b mide 24,3 milímetros de longitud. Según los autores, este espectacular rango de tamaño sugiere que los dientes son de individuos de diferentes edades.  Entre los terópodos, esto también puede indicar una variación de tamaño a lo largo de la fila de dientes en las mandíbulas, que se observa que ha prevalecido en los espinosáuridos.

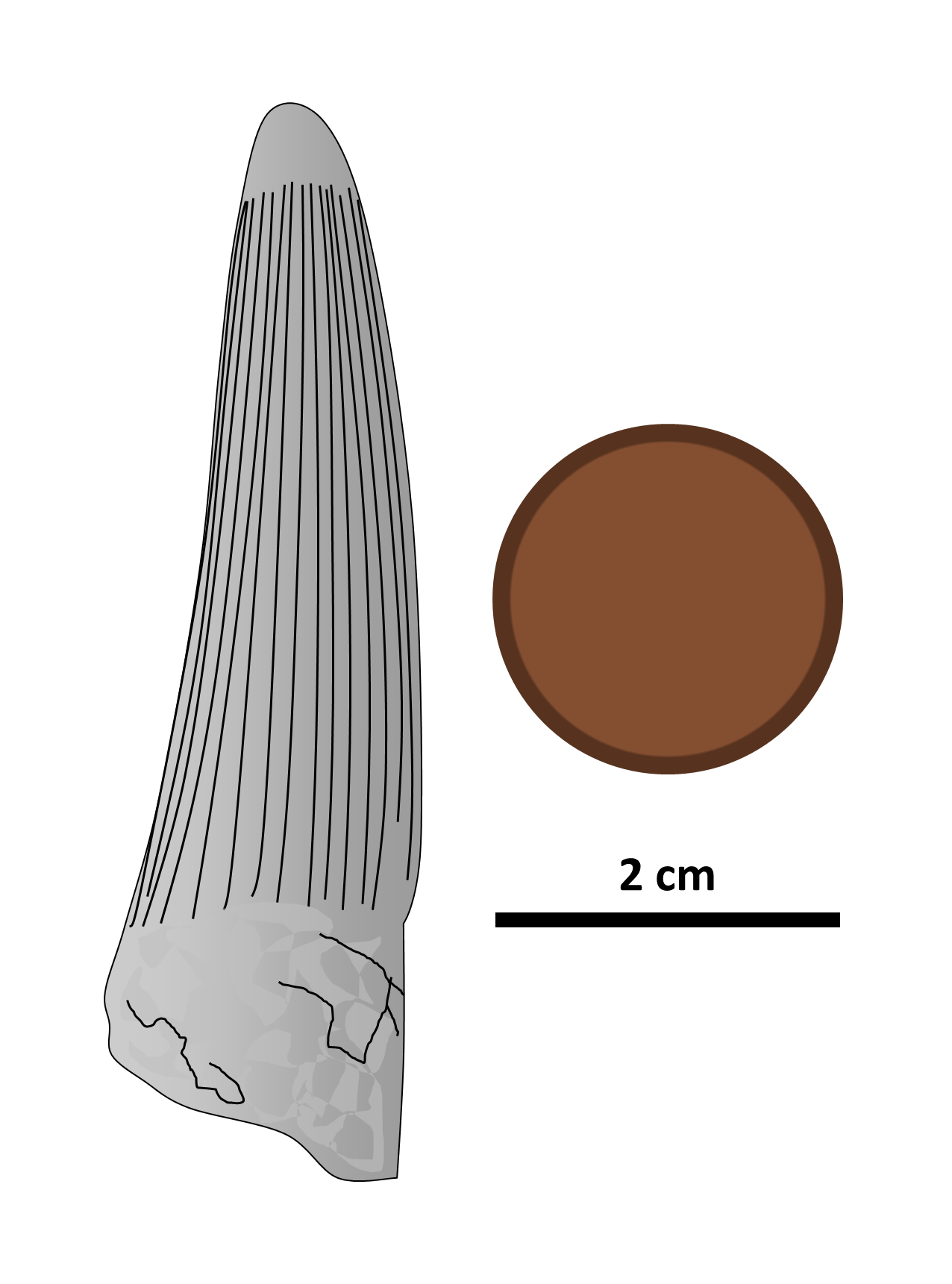
Ilustración del diente holotipo, con un centavo británico para escala.

El diente holotipo es relativamente recto, con una pequeña curvatura de adelante hacia atrás. Tiene una sección transversal ovalada, mientras que otros ejemplares son casi circulares en este aspecto. A diferencia de la mayoría de los terópodos, las carinas, bordes cortantes, de los dientes de Siamosaurus carecen de estrías bien definidas, aunque los dientes sin usar presentan dentículos muy finos. Algunos dientes, incluido el holotipo, tienen una doble recursividad ondulada cuando se ven desde el frente o la parte posterior, que Buffetaut e Ingavat compararon con la observada en los dientes de carnosaurios de la misma formación y un diente de Deinonychus descrito por John Ostrom en 1969 . El holotipo de S . suteethorni es simétricamente cóncavo de adelante hacia atrás y tiene 15 estrías, ranuras longitudinales, en sus superficies lingual, hacia adentro y labial, hacia afuera. Estas estrías se extienden desde la base de la corona antes de detenerse a 5 milímetros, de la punta redondeada del diente. Una región del holotipo donde el esmalte, capa externa de los dientes, se ha desgastado revela que estas estrías se extienden hasta la dentina, segunda capa de los dientes. El esmalte también tiene una textura granular, finamente arrugada, como se ve en los dientes del espinosáurido Baryonyx. Parte de la raíz se conserva en el holotipo y, como en todos los terópodos, hay una gran bolsa para la pulpa del diente , que habría albergado vasos sanguíneos y nervios.

### Dientes de Khok Kruat
De los dos morfotipos de dientes de la Formación Khok Kruat asignados por Kamonrak y sus colegas en 2019, el morfotipo I, el morfotipo Khok Kruat, tiene una longitud total promedio de 46,35 milímetros, de los cuales la corona ocupa 43,77 milímetros, con una base de 18,40 por 13,5 milímetros de ancho. Son de sección ovalada, carinas bien definidas y una superficie de esmalte suave, que se arruga en la base de la corona. Llevan estrias finas y bien definidas, de las cuales hay alrededor de 21 a 32 en cada lado. Morfotipo II, el morfotipo Siamosaurus, tiene un promedio de 51,25 milímetros de largo, con una corona de 48,30 milímetros de alto que mide 17,30 por 14,65 milímetros de ancho en la base. También son de sección transversal ovalada y tienen carinas distintas, pero a diferencia del morfotipo Khok Kruat, toda la longitud de la corona tiene esmalte arrugado y las estrías son más gruesas y menos numerosas, con 11 a 16 en cada lado. El morfotipo Siamosaurus también comparte con S. suteethorni, GMNH-PV-999 e IVPP V 4793 una superficie de esmalte arrugada y entre 12 y 15 estrías en cada lado.

### Posible material

#### Dientes
El primer espécimen de la Formación Sebayashi, GMNH-PV-999, es una corona de diente aislada con una raíz parcialmente intacta. No se sabe en qué parte de la mandíbula se situaba el diente o qué superficie enfrentaba el interior o el exterior de la boca. Las carinas anterior y posterior del diente están bien definidas, aunque la primera no está bien conservada. Además de tener una más amplia, 20 por 14 milímetros de base ancha y ser un poco más pequeño en 51 milímetros de longitud, GMNH-PV-999 tiene una morfología muy similar a la del holotipo de S . suteethorni. Las características compartidas entre los dos especímenes incluyen: una forma recta y solo ligeramente comprimida, una sección transversal algo ovalada, sin estrías en las carinas, posiblemente debido a una mala conservación y estrías en la superficie de la corona, el espécimen japonés tiene 12 en cada lado. Los dientes también comparten una superficie de corona con numerosas estructuras granulares pequeñas orientadas paralelas a su longitud. Debido a estas semejanzas, Hasegawa y colegas considerados GMNH-PV-999 como casi idéntica al diente holotipo de S. suteethorni. [23] Los surcos sanguíneos, surcos diminutos en los espacios entre cada dentículo, de GMNH-PV-999 tienen una orientación oblicua de 45 grados, como en Baryonyx y KDC-PV-0003, el segundo diente de formación de Sebayashi, que consiste en un fragmento de corona ligeramente curvado con una sección transversal casi circular. Conserva mejor los pequeños detalles que los ejemplares anteriores, como las estrías visibles, aunque mal definidas, con dos o tres dentículos por milímetro. Al igual que GMNH-PV-999, tiene una textura granular y al menos 12 estrías en su superficie, no todas las cuales se extienden hasta la longitud total de la corona.
De los cuatro dientes atribuidos a " S ". fusuiensis, el espécimen IVPP V 4793 es el más intacto, aunque todavía algo deformado. La corona, a la que le falta la punta, mide 69 milímetros de largo y 16,5 por 13 milímetros de ancho en la base. El diente es recto, solo ligeramente curvado y tiene una sección transversal ovalada. Las carinas delanteras y traseras son distintas, aunque sus estrías han sido muy erosionadas, similares a las de KDC-PV-0003. Como los dientes tailandeses y japoneses, en  "S". fusuiensis se presentan estrías desarrolladas y una superficie granular. Como en los dos dientes de la Formación Sebayashi, hay 12 estrías en cada cara de los dientes de " S ". fusuiensis. Como en KDC-PV-0003, estas estrías varían en longitud. Buffetaut y sus colegas encontraron a los dientes de "S ". fusuiensis más similares a los de Siamosaurus, dada su forma de corona idéntica, estrías y esmalte granular.

#### Postcráneo
Aunque no se asoció ningún elemento esquelético con los dientes originales de Siamosaurus, el esqueleto de Khok Kruat, SM-KK 14, puede atribuirse al género. Las vértebras cervicales de SM-KK 14 tenían centros alargados, con superficies articuladas que no estaban desplazadas, así como epipofisis prominentes, procesos a los que se unían los músculos del cuello y fuertes cicatrices de ligamentos. Todas estas características también estaban presentes en Baryonyx. Las cervicales también se alargaron hacia la parte delantera del cuello y, según la comparación con Baryonyx puede representar la cuarta, sexta, séptima y décima vértebras. Las vértebras dorsales tenían fosas infraprezigapofisarias agrandadas, depresiones debajo de las precigapófisis, que conectan las vértebras adyacentes y sus espinas neurales se alargaron de manera similar a las de otros espinosáuridos, lo que indica la presencia de una vela en el lomo del animal, como en el espinosáurido asiático Ichthyovenator. Una de las espinas neurales del SM-KK 14 medía al menos 60 centímetros de altura. El galón carecía de un proceso en su extremo frontal, como en otros espinosáuridos. Visto distalmente, hacia el centro de la inserción, el extremo inferior del pubis tenía una forma de L, similar al de Ichthyovenator y el africano Suchomimus. También como en Ichthyovenator, el borde posterior del pubis tenía un agujero obturador en forma de muesca. Sin embargo, en SM-KK 14 la parte frontal del pubis era cóncava y los chevrones estaban curvados hacia atrás, en contraste con la condición recta que estos huesos tenían en Ichthyovenator.

## Descubrimiento e investigación

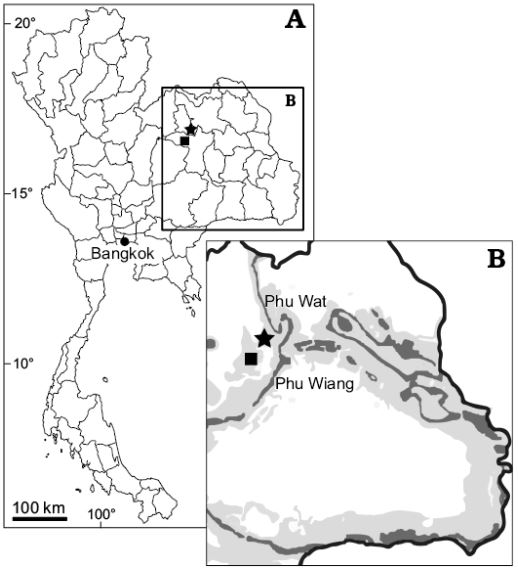
Mapa del noreste de Tailandia, con afloramientos de la formación Sao Khua (gris oscuro) y las formaciones Khok Kruat y Phu Kradung (gris claro).

La Formación Sao Khua, donde se descubrieron los primeros fósiles de Siamosaurus , es parte del Grupo Khorat. La formación está fechada en la etapa Barremiense del período Cretácico Inferior, hace 129,4 a 125 millones de años. En 1983, el paleontólogo francés Éric Buffetaut y su colega tailandés Rucha Ingavat describieron un conjunto de dientes fósiles recuperados de la localidad de Phu Pratu Teema de la formación Sao Khua, en el área de Phu Wiang de la provincia de Khon Kaen. No llegaron a una conclusión sobre de qué animal eran originarios, su opinión era que los especímenes pertenecían "ya sea a un dinosaurio terópodo inusual o algún cocodrilo desconocido". En 1986, una revaluación de los restos por los mismos autores los atribuyó a un nuevo género y especie de terópodo espinosáurido, al que llamaron Siamosaurus suteethorni. El nombre genérico alude al antiguo nombre de Tailandia, "Siam", y se combina con la palabra griega antigua σαῦρος, sauros, que significa "lagarto" o "reptil". El nombre específico honra al geólogo tailandésy el paleontólogo Varavudh Suteethorn , y sus contribuciones a los descubrimientos de la paleontología de vertebrados en Tailandia.

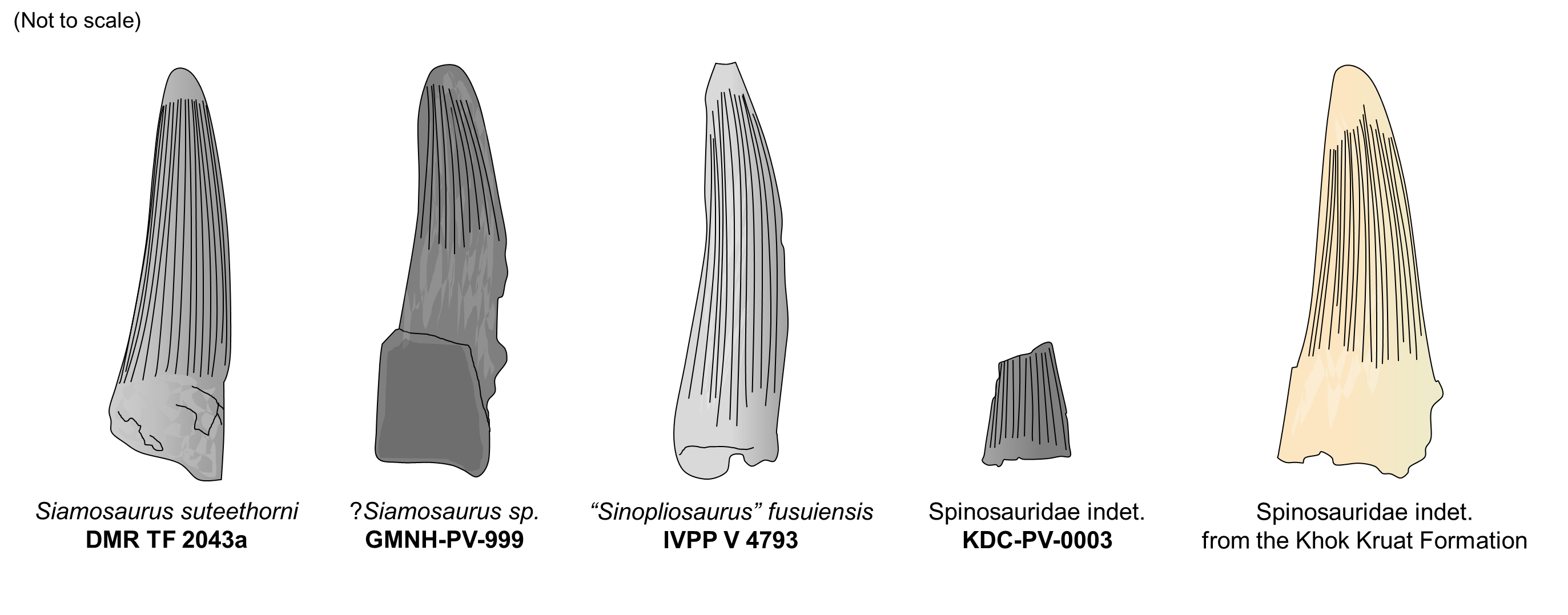
Diagrama que compara el diente holotipo (primero desde la izquierda) con otros dientes espinosáuridos de Asia.

El espécimen mejor conservado de los dientes descritos, designado DMR TF 2043a, fue elegido como el holotipo de Siamosaurus. Los paratipos comprenden otros ocho dientes bien conservados catalogados como DMR TF 2043b a i. Los fósiles originales están actualmente alojados en la colección paleontológica del Departamento de Recursos Minerales, Bangkok. Los dientes de Siamosaurus son comunes en la Formación Sao Khua, y posteriormente se encontraron más especímenes aislados a finales del siglo XX y principios del XXI. Se han erigido esculturas del animal en varios lugares del noreste de Tailandia, incluido el Parque de Dinosaurios Si Wiang, el centro comercial Siam Paragon en Bangkok, el Museo de Dinosaurios Phu Wiang, y el Museo Sirindhorn. S . suteethorni también se ilustró en sellos postales tailandeses lanzados en 1997, junto con otros dinosaurios tailandeses Phuwiangosaurus sirindhornae, Siamotyrannus isanensis y Psittacosaurus sattayaraki.

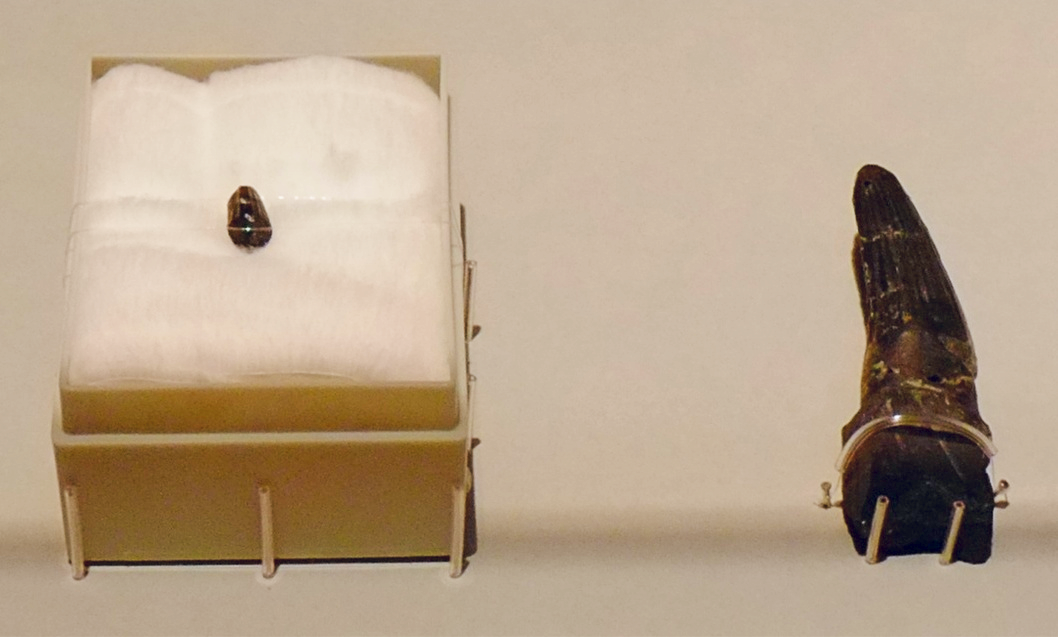
Diente parcial de un espinosáurido indeterminado (KDC-PV-0003) y posible diente de Siamosaurus, GMNH-PV-999, en el Museo Nacional de Naturaleza y Ciencia, Tokio

La Formación Khok Kruat de Tailandia data de la edad Aptiense de hace entre 125 y 113 millones de años, siendo más reciente que la Formación Sao Khua. La Formación Khok Kruat ha proporcionado muchos dientes de espinosáuridos, incluidos los de Siamosaurus y formas muy afines. Dado el tamaño y la morfología variados de los dientes encontrados, es probable la presencia de múltiples taxones de espinosaurios en la región. Se recuperaron casi 60 dientes fósiles de la formación durante el trabajo de campo realizado por equipos paleontológicos tailandés-franceses entre 2003 y 2008, incluidos especímenes de las localidades de Sam Ran, Khok Pha Suam y Lam Pao Dam. Kamonrak y sus colegas describieron en detalle ocho de estos dientes en 2019 y los clasificaron en dos morfotipos principales. El morfotipo Khok Kruat, que se encuentra solo en la Formación Khok Kruat, y el morfotipo Siamosaurus, que incluye formas ampliamente recuperadas tanto de la Formaciones Sao Khua y Khok Kruat.

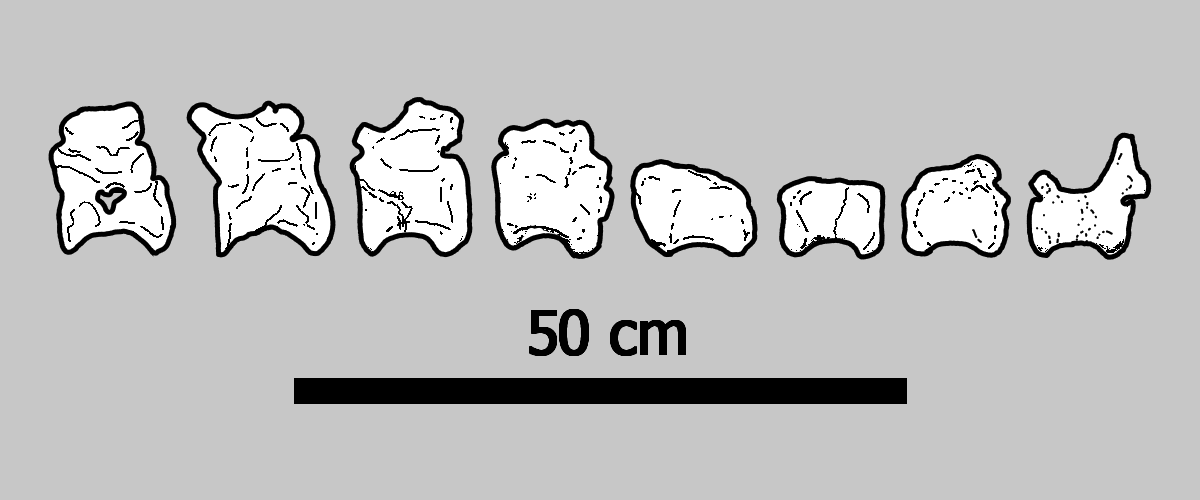
Ilustración de las vértebras caudales del "espinosáurido de Phuwiang B" de la Formación Sao Khua, cuyos restos son potencialmente atribuibles a S. suteethorni.

Siamosaurus es el primer dinosaurio espinosáurido reportado de Asia, y posteriormente a su nombre, se ha encontrado material parecido o posiblemente perteneciente al género en todo el continente. En 1975 , el paleontólogo chino Hou Lian-Hai y sus colegas describieron cinco dientes como una nueva especie del pliosauroide Sinopliosaurus, al que llamaron S. fusuiensis, el nombre específico es en referencia al condado de Fusui en Guangxi, China, del cual se recolectaron los fósiles. Cuatro de estos dientes, junto a uno que no se encontró en la colección del museo, fueron reasignados por Buffetaut y sus colegas en 2008 a un terópodo espinosáurido y se los denominó "Sinopliosaurus " fusuiensis. Los investigadores consideraron como "estrechamente relacionada con, si no idéntico" a S . suteethorni. En 2019, " S ". fusuiensis fue referido por el paleontólogo tailandés Wongko Kamonrak y sus colegas como Siamosaurus  sp., es decir de especie incierta. Más tarde en 2019, el paleontólogo tailandés Adun Samathi y sus colegas consideraron que los dientes pertenecían a un espinosáurido indeterminado. Los especímenes fueron recuperados de la Formación Xinlong del Cretácico Inferior de China , en la que se reportan con frecuencia dientes de espinosáuridos, aunque la mayoría de ellos son difíciles de diferenciar de los de Japón o Tailandia sin material fósil más completo, como un cráneo. Buffetaut y Suteethorn sugirieron que la Formación Xinlong podría estar relacionada geológicamente con la Formación Sao Khua o Khok Kruat, ya que se han recuperado tipos similares de fósiles en las tres regiones.
En 1994, un buscador de fósiles encontró un diente aislado, espécimen GMNH-PV-999 en la Formación Sebayashi, Japón. Hasta 2003, se creía que el diente pertenecía a un reptil marino, cuando el paleontólogo japonés Yoshikazu Hasegawa y sus colegas lo asignaron a Siamosaurus  sp.. El diente proviene de rocas que datan del Barremiense, de edad similar a los sedimentos de los que se han recuperado los dientes de Siamosaurus en Tailandia. En 2015, dos niños locales recuperaron un diente más incompleto de la misma formación. Guardado con el número de espécimen KDC-PV-0003, el diente fue asignado a un espinosáurido indeterminado en 2017 por el paleontólogo japonés Kubota Katsuhiro y sus colegas. Se han descubierto más dientes de espinosáuridos de formas indeterminadas y sin nombre en el centro de China  y Malasia.

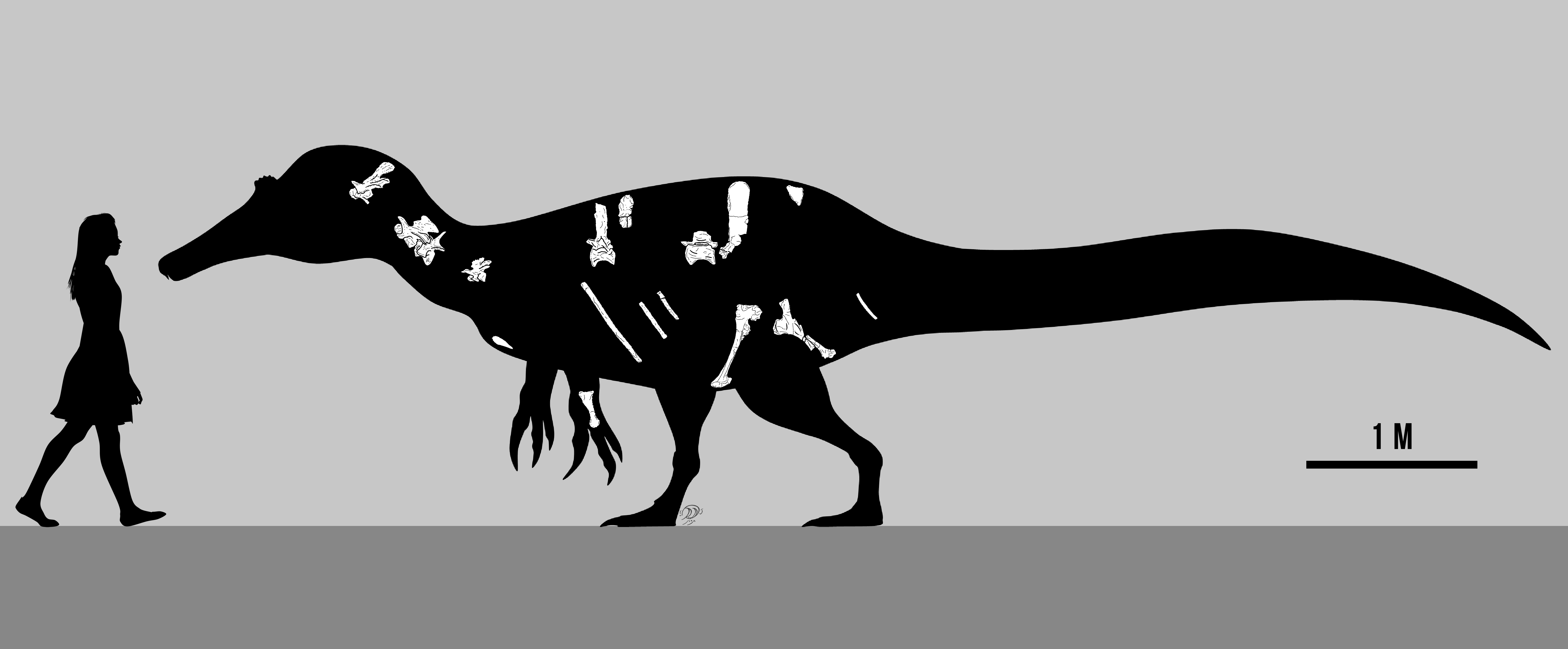
Diagrama esquelético que muestra elementos conocidos del espécimen de espinosáurido SM-KK 14

En 2004, comenzó la excavación en un esqueleto parcial de un afloramiento de la Formación Khok Kruat cerca de la ciudad de Khon Kaen. La muestra, SM-KK 14, consta de vértebras cervicales y dorsales , una espina vertebral  de 60 centímetros de altura,proceso que se extiende hacia arriba desde la parte superior de la vértebra, pelvis, fragmentos, un posible metacarpiano  y un galón de la cola. Las vértebras cervicales y la región pélvica se asemejan a las del espinosaurio europeo Baryonyx walkeri., y la espina vertebral es alargada, similar a la de otros espinosáuridos.  Un diente de encontrado cerca indica que el esqueleto puede pertenecer a este género, aunque esto también podría representar evidencia de búsqueda de carroña. El esqueleto, así como dos dientes bien conservados, SM2016-1-147 y SM2016-1-165, también atribuidos a Siamosaurus, se almacenan actualmente en la colección de fósiles de vertebrados del Museo Sirindhorn, provincia de Kalasin. En 2019, una serie de vértebras caudales de una cola de espinosáurido posiblemente pertenecientes a S. suteethorni fueron recuperados de la Formación Sao Khua y descritos en una disertación de Samathi. Los fósiles, SM-PW9B-11, SM-PW9B-12,SM-PW9B-12, SM-PW9B-13, SM-PW9B-14, SM-PW9B-15, SM-PW9B-16 y SM-PW9B-17, SM-PW9B, SM-PW9A sin numerar, SM-PW9 sin numerar y SM 2017-1-176 fueron designados por Samathi como "Espinosáurido de Phuwiang B", y tienen similitudes con el posible espinosáurido Camarillasaurus y un espécimen de Baryonyx descubierto en Portugal.

## Clasificación
En 1986, Buffetaut e Ingavat clasificaron a Siamosaurus como un terópodo debido a la corona alta y recta y la doble recursividad lateral de sus dientes. En el momento, la combinación particular de características dentales de Siamosaurus, especialmente la acanaladura longitudinal y la falta de dientes de sierra, no se había observado en otros terópodos. Los autores notaron similitudes en los dientes de Siamosaurus con los de las coronas de dientes de ceratosaurianos, algunos de los cuales también tienen estrias longitudinales. Sin embargo, se descartó esta identificación, ya que los dientes de los ceratosaurianos son más estrechos y en forma de cuchillas en la sección transversal, tienen muchas menos flautas dentales y tienen estrías distintas. Buffetaut y Suteethorn concluyeron que el taxón más cercano enLa dentición de Siamosaurus fue Spinosaurus aegyptiacus de Egipto, cuyos fósiles fragmentarios habían sido destruidos durante la Segunda Guerra Mundial. Como Siamosaurus, este taxón africano tenía dientes cónicos rectos y sin aserrar. Aunque Spinosaurus carecía de las estrias desarrolladas que se ven en Siamosaurus, Buffetaut e Ingavat notaron que se habían reportado dientes de espinosáuridos tanto lisos como estriados en África. Por lo tanto, se colocan provisionalmente Siamosaurus en la familia Spinosauridae, con base en las similitudes en la dentición cercanos a S. aegyptiacus.

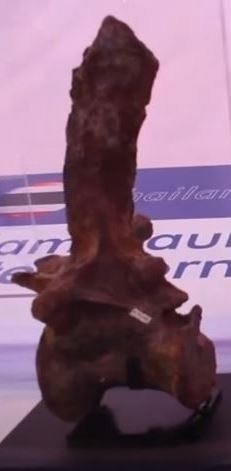
Vértebra del espécimen SM-KK14, que puede pertenecer a Siamosaurus

Más tarde, muchos paleontólogos cuestionaron la identificación de Siamosaurus por parte de Buffetaut e Ingavat, dado que los dientes de espinosáuridos, incluidos muchos de Asia, a menudo se han confundido con los de reptiles acuáticos como cocodrilos, plesiosaurios e ictiosaurios. En vista de esto, el paleontólogo alemán Hans-Dieter Sues y sus colegas en 2002 afirmaron que no hay suficiente material para identificar con seguridad a Siamosaurus como un dinosaurio. En 2004, el paleontólogo estadounidense Thomas Holtz y sus colegas lo consideraron un nombre dudoso, afirmando que los dientes podrían pertenecer a un pez contemporáneo como un saurodontidae o un teleósteo Ichthyodectidae. El mismo año, el paleontólogo estadounidense David Weishampel y sus colegas consideraron a Siamosaurus como un terópodo indeterminado. En 2012, un análisis realizado por el paleontólogo estadounidense Matthew Carrano y sus colegas estuvo de acuerdo con la posibilidad de confusión con otros reptiles y consideró al género como un posible espinosáurido indeterminado. Señalaron que, a menudo, los dientes aislados son una base inestable para nombrar nuevos taxones de terópodos, y la mayoría de las especies basadas en ellos resultan no válidas. Este problema es especialmente común con los espinosáuridos, dado que los fósiles de cráneo y esqueleto del grupo son raros.
Autores como Buffetaut e Ingavat en 1986, y Hasegawa y sus colegas en 2003, han señalado que, dado que los dientes de cocodrilo suelen ser más fuertemente recurvados que los dientes de espinosáuridos, se pueden distinguir entre sí. Cocodrílidos también carecen de la doble recurvatura lateral de las coronas dentales de Siamosaurus, que, basándose en su forma, fueron insertados verticalmente en la mandíbula, mientras que los dientes de cocodrilo de hocico largo lo son generalmente en ángulo hacia el exterior de la boca. Aunque los dientes de Siamosaurus y plesiosáuridos son similares en forma general, Buffetaut e Ingavat señalaron que los dientes de plesiosáurido eran significativamente más recurvados. Otros investigadores también notaron que, en comparación con los plesiosáuridos, los dientes de los espinosáuridos asiáticos también tienen estrias más gruesas y numerosas que se extienden casi por toda la longitud de la corona. En 2008, Buffetaut y sus colegas declararon que los dientes de "S." fusuiensis tienen carinas en el plano de la curvatura de la corona, una condición que no se observa en los dientes de plesiosáuridso. El descubrimiento del esqueleto de Khok Kruat y de los dientes baryonychine con estrias dentales similares a las de Siamosaurus, también fueron usados por los investigadores como una prueba más de que Siamosaurus era un espinosáurido. Descubrimientos posteriores revelaron que las coronas de dientes en gran parte rectas con estrias y la falta o reducción de aserrado eran características únicas de los dientes espinosáuridos.
En 2014, el paleontólogo italiano Federico Fanti y sus colegas consideran los diversos dientes espinosáurido del Este de Asia, incluyendo las de S . suteethorni, como idénticos a los de Spinosaurus. En 2017, los paleontólogos brasileños Marcos Sales y Cesar Schultz sugirieron que los diversos dientes asiáticos podrían finalmente atribuirse a formas similares a Ichthyovenator. Los investigadores aceptaron a Siamosaurus como espinosáurido, pero afirmaron que sus dientes y los de "S." fusuiensis son demasiado similares a los de otros espinosáuridos del Cretácico Inferior para erigir nuevos taxones de manera inequívoca y por lo tanto, consideró que ambos taxones eran dudosos. Carrano y sus colegas señalaron que el esqueleto de Khok Kruat puede proporcionar respuestas a su identificación. Autores como Milner y colegas en 2007, Bertin Tor en 2010, Holtz en 2011, y Kamonrak y colegas en 2019 consideraron el esqueleto de Khok Kruat como la primera evidencia definitiva de espinosáuridos en Asia. En 2012, el paleontólogo francés Ronan Allain y sus colegas describieron un esqueleto parcial de la Formación Grès supérieurs de Laos, y lo usaron para nombrar el nuevo género y especie de espinosáuridos Ichthyovenator laosensis. Lo consideraron la primera evidencia definitiva de espinosáuridos en Asia, a la luz de la debatida identidad de Siamosaurus y "S." fusuiensis. En un resumen de 2014, Allain anunció que se había excavado más material de Ichthyovenator, incluidos tres dientes. Típicamente de los espinosaurinos, los dientes de Ichthyovenator tenían coronas rectas y sin aserrar, aunque no se hizo ninguna comparación con los otros dientes asiáticos.
Las afinidades taxonómicas y filogenéticas de Spinosauridae están sujetas a investigación y debate activos, dado que en comparación con otros grupos de terópodos, muchos de los taxones de la familia se basan en material fósil pobre.  Tradicionalmente, el grupo se divide en las subfamilias Spinosaurinae, dientes rectos sin aserrar con estrisas bien marcadas y secciones transversales más circulares y Baryonychinae, dientes finamente serrados, algo recurvados con estrias más débiles y una sección transversal más ovalada. Dado que los espinosaurinos eran, en promedio, animales más grandes que los barioniquinos, sus dientes también eran generalmente más grandes. Sin embargo, la variación morfológica observada en los dientes de espinosáuridos ha demostrado que las características antes mencionadas no siempre son consistentes dentro de las subfamilias. Asimismo, el esqueleto de Khok Kruat comparte características mixtas entre Baryonyx y Spinosaurus, y su ubicación filogenética precisa es incierta a la espera de una descripción del material. Investigadores como Sales y Schultz han sugerido la posibilidad de que Baryonychinae sea una agrupación parafilética, sobre la base de que géneros como Irritator y Angaturama, los dos son sinónimos posibles, pueden representar formas intermedias entre barioniquinos y espinosaurinos. Como está definitivamente conocido sólo de los dientes, la exacta posición de Siamosaurus  dentro de la Spinosauridae es difícil de determinar. En 2004, los paleontólogos brasileños Elaine Machado y Alexander Kellner lo sugirieron como un posible espinosaurino, dada su falta de dientes aserrados. Asimismo, en 2010, el paleontólogo británico David Hone y sus colegas colocaron a Siamosaurus y "S." fusuiensis en Spinosaurinae. El paleontólogo británico Thomas Arden y sus colegas identificaron a Siamosaurus como un miembro basal, divergente temprano o "primitivo", de esta subfamilia en 2019.
Más tarde en 2019, los dientes de la Formación Khok Kruat también fueron referidos a Spinosaurinae por Kamonrak y sus colegas, sobre la base de que los morfotipos de Khok Kruat y Siamosaurus carecen de las características que se ven en las barioniquinas, como raíces largas y delgadas, 0-10 estrias en cada uno. lateral, sin carinas bien definidas, una superficie esculpida de la base de la corona y una orientación de 45 grados de los surcos sanguíneos. Pero comparten con los espinosaurinos una sección transversal de sub-circular a ovalada, coronas de dientes estriadas, carinas delanteras y traseras bien definidas, estrías distintas en la corona, diferentes tamaños de dentículos y una superficie arrugada de la base de la corona. Los autores también notaron que, a diferencia de los espinosaurinos como Irritator y Spinosaurus, los espinosaurinos asiáticos suelen tener coronas dentales más comprimidas lateralmente y arrugas en una mayor parte de la superficie del esmalte. En 2020, un artículo de palaeontologist British Robert Smyth y sus colegas considerado S. suteethorni era un nombre dudoso y atribuía sus dientes a un espinosaurio indeterminado, dadas las incertidumbres de clasificar los dientes de espinosáuridos a nivel de género o especie, así como el grado de heterodoncia, variación dentro de la fila de dientes, que aparentemente exhibían los espinosáuridos. Debido a nuevos descubrimientos e investigaciones sobre dientes de espinosáuridos desde que se nombró a Siamosaurus en 1986, Buffetaut está preparando una revaluación de la validez del género.

### Filogenia
Cladograma según Arden y col. de 2019.

|  | Baryonyx walkeri      |
|  |                       |
|  | Suchomimus tenerensis |
|  |                       |

|              | Irritator challengeri |
|              | |
|              | Oxalaia quilombensis |
|              | |
| Spinosaurini | \| \| Gara Samani taxon \| \| \| \| \| \| Sigilmassasaurus brevicollis \| \| \| \| \| \| Spinosaurus aegyptiacus \| \| \| \| |
|              | \| \| Gara Samani taxon \| \| \| \| \| \| Sigilmassasaurus brevicollis \| \| \| \| \| \| Spinosaurus aegyptiacus \| \| \| \| |
|              | Gara Samani taxon |
|              | |
|              | Sigilmassasaurus brevicollis                                                                                                 |
|              | |
|              | Spinosaurus aegyptiacus |
|              | |

|  | Gara Samani taxon            |
|  |                              |
|  | Sigilmassasaurus brevicollis |
|  |                              |
|  | Spinosaurus aegyptiacus      |
|  |                              |

|              | Irritator challengeri |
|              | |
|              | Oxalaia quilombensis |
|              | |
| Spinosaurini | \| \| Gara Samani taxon \| \| \| \| \| \| Sigilmassasaurus brevicollis \| \| \| \| \| \| Spinosaurus aegyptiacus \| \| \| \| |
|              | \| \| Gara Samani taxon \| \| \| \| \| \| Sigilmassasaurus brevicollis \| \| \| \| \| \| Spinosaurus aegyptiacus \| \| \| \| |
|              | Gara Samani taxon |
|              | |
|              | Sigilmassasaurus brevicollis                                                                                                 |
|              | |
|              | Spinosaurus aegyptiacus |
|              | |

|  | Gara Samani taxon            |
|  |                              |
|  | Sigilmassasaurus brevicollis |
|  |                              |
|  | Spinosaurus aegyptiacus      |
|  |                              |

|              | Irritator challengeri |
|              | |
|              | Oxalaia quilombensis |
|              | |
| Spinosaurini | \| \| Gara Samani taxon \| \| \| \| \| \| Sigilmassasaurus brevicollis \| \| \| \| \| \| Spinosaurus aegyptiacus \| \| \| \| |
|              | \| \| Gara Samani taxon \| \| \| \| \| \| Sigilmassasaurus brevicollis \| \| \| \| \| \| Spinosaurus aegyptiacus \| \| \| \| |
|              | Gara Samani taxon |
|              | |
|              | Sigilmassasaurus brevicollis                                                                                                 |
|              | |
|              | Spinosaurus aegyptiacus |
|              | |

|  | Gara Samani taxon            |
|  |                              |
|  | Sigilmassasaurus brevicollis |
|  |                              |
|  | Spinosaurus aegyptiacus      |
|  |                              |

|              | Irritator challengeri |
|              | |
|              | Oxalaia quilombensis |
|              | |
| Spinosaurini | \| \| Gara Samani taxon \| \| \| \| \| \| Sigilmassasaurus brevicollis \| \| \| \| \| \| Spinosaurus aegyptiacus \| \| \| \| |
|              | \| \| Gara Samani taxon \| \| \| \| \| \| Sigilmassasaurus brevicollis \| \| \| \| \| \| Spinosaurus aegyptiacus \| \| \| \| |
|              | Gara Samani taxon |
|              | |
|              | Sigilmassasaurus brevicollis                                                                                                 |
|              | |
|              | Spinosaurus aegyptiacus |
|              | |

|  | Gara Samani taxon            |
|  |                              |
|  | Sigilmassasaurus brevicollis |
|  |                              |
|  | Spinosaurus aegyptiacus      |
|  |                              |

|              | Irritator challengeri |
|              | |
|              | Oxalaia quilombensis |
|              | |
| Spinosaurini | \| \| Gara Samani taxon \| \| \| \| \| \| Sigilmassasaurus brevicollis \| \| \| \| \| \| Spinosaurus aegyptiacus \| \| \| \| |
|              | \| \| Gara Samani taxon \| \| \| \| \| \| Sigilmassasaurus brevicollis \| \| \| \| \| \| Spinosaurus aegyptiacus \| \| \| \| |
|              | Gara Samani taxon |
|              | |
|              | Sigilmassasaurus brevicollis                                                                                                 |
|              | |
|              | Spinosaurus aegyptiacus |
|              | |

|  | Gara Samani taxon            |
|  |                              |
|  | Sigilmassasaurus brevicollis |
|  |                              |
|  | Spinosaurus aegyptiacus      |
|  |                              |

|              | Irritator challengeri |
|              | |
|              | Oxalaia quilombensis |
|              | |
| Spinosaurini | \| \| Gara Samani taxon \| \| \| \| \| \| Sigilmassasaurus brevicollis \| \| \| \| \| \| Spinosaurus aegyptiacus \| \| \| \| |
|              | \| \| Gara Samani taxon \| \| \| \| \| \| Sigilmassasaurus brevicollis \| \| \| \| \| \| Spinosaurus aegyptiacus \| \| \| \| |
|              | Gara Samani taxon |
|              | |
|              | Sigilmassasaurus brevicollis                                                                                                 |
|              | |
|              | Spinosaurus aegyptiacus |
|              | |

|  | Gara Samani taxon            |
|  |                              |
|  | Sigilmassasaurus brevicollis |
|  |                              |
|  | Spinosaurus aegyptiacus      |
|  |                              |

|              | Irritator challengeri |
|              | |
|              | Oxalaia quilombensis |
|              | |
| Spinosaurini | \| \| Gara Samani taxon \| \| \| \| \| \| Sigilmassasaurus brevicollis \| \| \| \| \| \| Spinosaurus aegyptiacus \| \| \| \| |
|              | \| \| Gara Samani taxon \| \| \| \| \| \| Sigilmassasaurus brevicollis \| \| \| \| \| \| Spinosaurus aegyptiacus \| \| \| \| |
|              | Gara Samani taxon |
|              | |
|              | Sigilmassasaurus brevicollis                                                                                                 |
|              | |
|              | Spinosaurus aegyptiacus |
|              | |

|  | Gara Samani taxon            |
|  |                              |
|  | Sigilmassasaurus brevicollis |
|  |                              |
|  | Spinosaurus aegyptiacus      |
|  |                              |

|              | Irritator challengeri |
|              | |
|              | Oxalaia quilombensis |
|              | |
| Spinosaurini | \| \| Gara Samani taxon \| \| \| \| \| \| Sigilmassasaurus brevicollis \| \| \| \| \| \| Spinosaurus aegyptiacus \| \| \| \| |
|              | \| \| Gara Samani taxon \| \| \| \| \| \| Sigilmassasaurus brevicollis \| \| \| \| \| \| Spinosaurus aegyptiacus \| \| \| \| |
|              | Gara Samani taxon |
|              | |
|              | Sigilmassasaurus brevicollis                                                                                                 |
|              | |
|              | Spinosaurus aegyptiacus |
|              | |

|  | Gara Samani taxon            |
|  |                              |
|  | Sigilmassasaurus brevicollis |
|  |                              |
|  | Spinosaurus aegyptiacus      |
|  |                              |

|  | Baryonyx walkeri      |
|  |                       |
|  | Suchomimus tenerensis |
|  |                       |

|              | Irritator challengeri |
|              | |
|              | Oxalaia quilombensis |
|              | |
| Spinosaurini | \| \| Gara Samani taxon \| \| \| \| \| \| Sigilmassasaurus brevicollis \| \| \| \| \| \| Spinosaurus aegyptiacus \| \| \| \| |
|              | \| \| Gara Samani taxon \| \| \| \| \| \| Sigilmassasaurus brevicollis \| \| \| \| \| \| Spinosaurus aegyptiacus \| \| \| \| |
|              | Gara Samani taxon |
|              | |
|              | Sigilmassasaurus brevicollis                                                                                                 |
|              | |
|              | Spinosaurus aegyptiacus |
|              | |

|  | Gara Samani taxon            |
|  |                              |
|  | Sigilmassasaurus brevicollis |
|  |                              |
|  | Spinosaurus aegyptiacus      |
|  |                              |

|              | Irritator challengeri |
|              | |
|              | Oxalaia quilombensis |
|              | |
| Spinosaurini | \| \| Gara Samani taxon \| \| \| \| \| \| Sigilmassasaurus brevicollis \| \| \| \| \| \| Spinosaurus aegyptiacus \| \| \| \| |
|              | \| \| Gara Samani taxon \| \| \| \| \| \| Sigilmassasaurus brevicollis \| \| \| \| \| \| Spinosaurus aegyptiacus \| \| \| \| |
|              | Gara Samani taxon |
|              | |
|              | Sigilmassasaurus brevicollis                                                                                                 |
|              | |
|              | Spinosaurus aegyptiacus |
|              | |

|  | Gara Samani taxon            |
|  |                              |
|  | Sigilmassasaurus brevicollis |
|  |                              |
|  | Spinosaurus aegyptiacus      |
|  |                              |

|              | Irritator challengeri |
|              | |
|              | Oxalaia quilombensis |
|              | |
| Spinosaurini | \| \| Gara Samani taxon \| \| \| \| \| \| Sigilmassasaurus brevicollis \| \| \| \| \| \| Spinosaurus aegyptiacus \| \| \| \| |
|              | \| \| Gara Samani taxon \| \| \| \| \| \| Sigilmassasaurus brevicollis \| \| \| \| \| \| Spinosaurus aegyptiacus \| \| \| \| |
|              | Gara Samani taxon |
|              | |
|              | Sigilmassasaurus brevicollis                                                                                                 |
|              | |
|              | Spinosaurus aegyptiacus |
|              | |

|  | Gara Samani taxon            |
|  |                              |
|  | Sigilmassasaurus brevicollis |
|  |                              |
|  | Spinosaurus aegyptiacus      |
|  |                              |

|              | Irritator challengeri |
|              | |
|              | Oxalaia quilombensis |
|              | |
| Spinosaurini | \| \| Gara Samani taxon \| \| \| \| \| \| Sigilmassasaurus brevicollis \| \| \| \| \| \| Spinosaurus aegyptiacus \| \| \| \| |
|              | \| \| Gara Samani taxon \| \| \| \| \| \| Sigilmassasaurus brevicollis \| \| \| \| \| \| Spinosaurus aegyptiacus \| \| \| \| |
|              | Gara Samani taxon |
|              | |
|              | Sigilmassasaurus brevicollis                                                                                                 |
|              | |
|              | Spinosaurus aegyptiacus |
|              | |

|  | Gara Samani taxon            |
|  |                              |
|  | Sigilmassasaurus brevicollis |
|  |                              |
|  | Spinosaurus aegyptiacus      |
|  |                              |

|              | Irritator challengeri |
|              | |
|              | Oxalaia quilombensis |
|              | |
| Spinosaurini | \| \| Gara Samani taxon \| \| \| \| \| \| Sigilmassasaurus brevicollis \| \| \| \| \| \| Spinosaurus aegyptiacus \| \| \| \| |
|              | \| \| Gara Samani taxon \| \| \| \| \| \| Sigilmassasaurus brevicollis \| \| \| \| \| \| Spinosaurus aegyptiacus \| \| \| \| |
|              | Gara Samani taxon |
|              | |
|              | Sigilmassasaurus brevicollis                                                                                                 |
|              | |
|              | Spinosaurus aegyptiacus |
|              | |

|  | Gara Samani taxon            |
|  |                              |
|  | Sigilmassasaurus brevicollis |
|  |                              |
|  | Spinosaurus aegyptiacus      |
|  |                              |

|              | Irritator challengeri |
|              | |
|              | Oxalaia quilombensis |
|              | |
| Spinosaurini | \| \| Gara Samani taxon \| \| \| \| \| \| Sigilmassasaurus brevicollis \| \| \| \| \| \| Spinosaurus aegyptiacus \| \| \| \| |
|              | \| \| Gara Samani taxon \| \| \| \| \| \| Sigilmassasaurus brevicollis \| \| \| \| \| \| Spinosaurus aegyptiacus \| \| \| \| |
|              | Gara Samani taxon |
|              | |
|              | Sigilmassasaurus brevicollis                                                                                                 |
|              | |
|              | Spinosaurus aegyptiacus |
|              | |

|  | Gara Samani taxon            |
|  |                              |
|  | Sigilmassasaurus brevicollis |
|  |                              |
|  | Spinosaurus aegyptiacus      |
|  |                              |

|              | Irritator challengeri |
|              | |
|              | Oxalaia quilombensis |
|              | |
| Spinosaurini | \| \| Gara Samani taxon \| \| \| \| \| \| Sigilmassasaurus brevicollis \| \| \| \| \| \| Spinosaurus aegyptiacus \| \| \| \| |
|              | \| \| Gara Samani taxon \| \| \| \| \| \| Sigilmassasaurus brevicollis \| \| \| \| \| \| Spinosaurus aegyptiacus \| \| \| \| |
|              | Gara Samani taxon |
|              | |
|              | Sigilmassasaurus brevicollis                                                                                                 |
|              | |
|              | Spinosaurus aegyptiacus |
|              | |

|  | Gara Samani taxon            |
|  |                              |
|  | Sigilmassasaurus brevicollis |
|  |                              |
|  | Spinosaurus aegyptiacus      |
|  |                              |

|              | Irritator challengeri |
|              | |
|              | Oxalaia quilombensis |
|              | |
| Spinosaurini | \| \| Gara Samani taxon \| \| \| \| \| \| Sigilmassasaurus brevicollis \| \| \| \| \| \| Spinosaurus aegyptiacus \| \| \| \| |
|              | \| \| Gara Samani taxon \| \| \| \| \| \| Sigilmassasaurus brevicollis \| \| \| \| \| \| Spinosaurus aegyptiacus \| \| \| \| |
|              | Gara Samani taxon |
|              | |
|              | Sigilmassasaurus brevicollis                                                                                                 |
|              | |
|              | Spinosaurus aegyptiacus |
|              | |

|  | Gara Samani taxon            |
|  |                              |
|  | Sigilmassasaurus brevicollis |
|  |                              |
|  | Spinosaurus aegyptiacus      |
|  |                              |

## Paleobiología

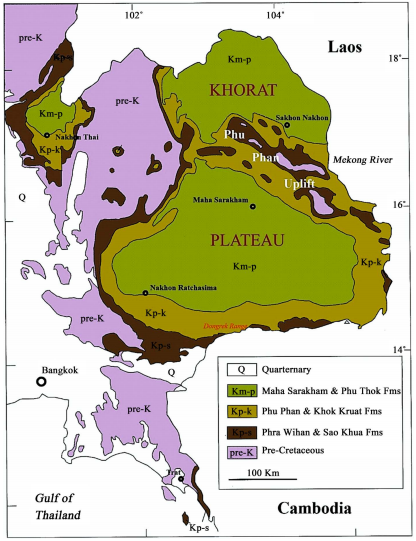
Mapa geológico de la meseta de Khorat en el noreste de Tailandia.

### Dieta y alimentación
Buffetaut e Ingavat sugirieron en 1986 que Siamosaurus probablemente llevaba un estilo de vida muy piscívoro, ya que su dentición, como la de otros espinosáuridos, tenía una morfología altamente especializada más adecuada para perforar en lugar de desgarrar la carne, debido a la larga y recta coronas dentales cónicas con denticulos reducidos o ausentes. Los autores señalaron que esta morfología dental también se observa en otros depredadores piscívoros como los plesiosáuridos y los cocodrilos de hocico largo. Los paleontólogos británicos Angela Milner y Alan Charig sugirió tal preferencia dietética para Baryonyx el mismo año, y más tarde se confirmó en 1997 con el descubrimiento de escamas de pescado grabadas con ácido dentro de la cavidad corporal de su esqueleto holotipo. Las mandíbulas alargadas y entrelazadas de los espinosáuridos también tenían puntas de hocico que se desplegaban en forma de roseta, un rasgo también observado en cocodrilos altamente piscívoros como los gaviales, lo que los hacía bien adaptados para atrapar peces y alimentarse de ellos. La evidencia fósil ha demostrado que, además de las presas acuáticas, los espinosáuridos también consumían otros dinosaurios y pterosaurios. En la Formación Sao Khua, localidades como Wat Sakawan han producido saurópodos en asociación con coronas de dientes de Siamosaurus, documentando depredación o carroñeo por parte de este último.
En 2006, el biólogo tailandés Komsorn Lauprasert examinó los fósiles recolectados de las formaciones Phu Kradung, Sao Khua y Khok Kruat. En este estudio, los dientes de Siamosaurus y un espinosáurido marroquí se compararon con los de los cocodrilos utilizando microscopía electrónica de barrido . Lauprasert descubrió que los espinosáuridos y los cocodrilos pueden haber empleado tácticas de alimentación similares y estar bajo restricciones mecánicas comparables, basadas en semejanzas en la microestructura del esmalte de sus dientes. Por lo tanto, Lauprasert sugirió que Siamosaurus era un depredador piscívoro y que podría haber reemplazado el nicho ecológico a los cocodrilos de hocico largo contemporáneos. Señaló que esto probablemente ocurrió en correlación con la creciente aridez de las formaciones Sao Khua y Khok Kruat durante el Cretácico temprano, ya que Siamosaurus tenía mejor movilidad en un ambiente seco que los cocodrilos. Esto podría explicar la ausencia de fósiles de cocodrilos de hocico largo de esa época y lugar. Sin embargo, prevalecían los crocodilianos goniofolididos y dado que este grupo tenía hocicos más anchos y cortos y por lo tanto, dietas más variadas, Lauprasert sugirió que esto les habría impedido competir con Siamosaurus Hone y sus colegas propusieron un escenario similar para los espinosáuridos en 2010, quienes también señalaron que, en comparación con los grandes cocodrilos y los depredadores acuáticos obligados, podían viajar más fácilmente de un cuerpo de agua a otro en busca de presas.

### Hábitos acuáticos
En 2008, el paleontólogo francés Romain Amiot y sus colegas compararon las proporciones de isótopos de oxígeno de los restos de dinosaurios terópodos y saurópodos, cocodrilos, tortugas y peces de agua dulce recuperados de ocho localidades en el noreste de Tailandia. El estudio reveló que los dientes de Siamosaurus tenían proporciones de isótopos más cercanos a los de los cocodrilos y las tortugas de agua dulce que otros terópodos, por lo que puede haber tenido hábitos semiacuáticos similares a estos animales, pasando gran parte de su vida diaria cerca o en el agua. Las discrepancias entre las proporciones de saurópodos, Siamosaurus y otros terópodos también indican que estos dinosaurios bebieron de diferentes fuentes, ya sea agua de río, estanque o planta. En 2010, Amiot y sus colegas publicaron otro estudio de isótopos de oxígeno en restos de tortugas, cocodrilos, espinosáuridos y otros terópodos, esta vez incluidos fósiles de Tailandia, China, Inglaterra, Brasil, Túnez y Marruecos. El análisis mostró que los dientes de espinosáuridos tailandeses tendían a tener la mayor diferencia con las proporciones de otros terópodos más terrestres, mientras que los de Spinosaurus de Túnez y Marruecos tendían a tener la menor diferencia, a pesar de las adaptaciones piscívoras avanzadas en el cráneo observadas para este género. Los autores sugirieron que los hábitos piscivorios y semiacuáticos pueden explicar cómo los espinosáuridos coexistieron con otros terópodos grandes. Al alimentarse de diferentes presas y ocupar un papel ecológico distinto, un fenómeno que se conoce como partición de nicho, los diferentes tipos de terópodos habrían estado fuera de competencia directa. Desde entonces, más líneas de evidencia han demostrado que los espinosáuridos, especialmente aquellos dentro de Spinosaurinae, desarrollaron fuertes adaptaciones para ambientes acuáticos, como huesos densos de las extremidades para el control de la flotabilidad, reducción de la cintura pélvica y espinas neurales alargadas en la cola, probablemente utilizadas para propulsión submarina.

## Paleoecología

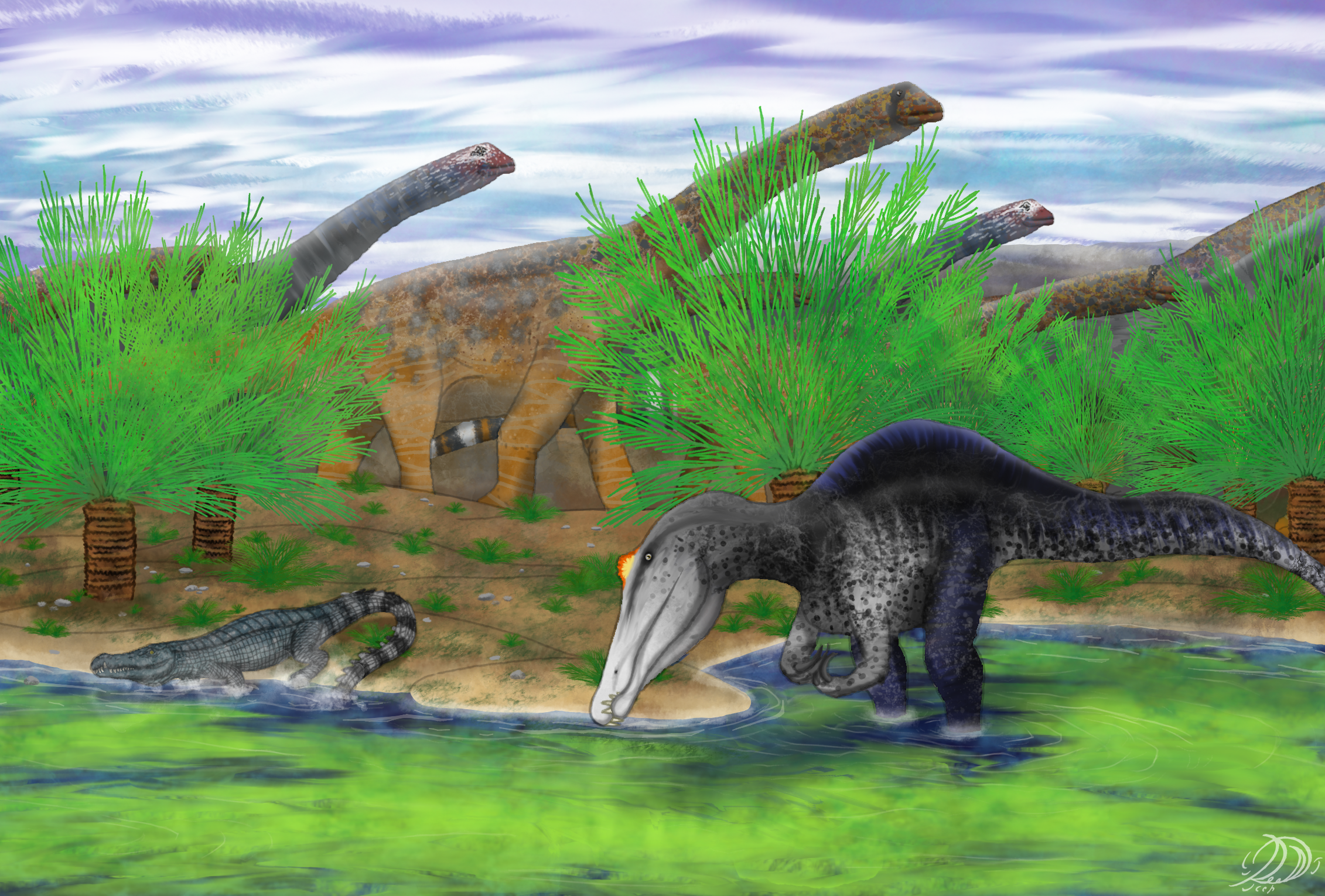
Restauración de vida especulativa de Siamosaurus (derecha) en el entorno de la Formación Sao Khua, con el goniofolidido Sunosuchus (centro a la izquierda) y una manada de saurópodos Phuwiangosaurus al fondo.

De todas las formaciones mesozoicas en el noreste de Tailandia, Sao Khua es la más abundante y diversa en descubrimientos de fósiles de vertebrados. El Grupo Khorat produce taxones fósiles solo de origen continental, sin evidencia definitiva de fósiles marinos o estructuras sedimentarias encontradas hasta ahora. En 1963, Yoshitsugu Kobayashi de la Universidad de Hokkaido informó sobre dientes de ictiosáuridos y plesiosáurido de la Formación Sao Khua, pero ahora se han identificado como pertenecientes a Siamosaurus y a un cocodrilo respectivamente. Los sedimentos de la Formación Sao Khua, que comprenden arcillas rojas, lutitas, areniscas, limolitas y conglomerados de rocas, compatible con un entorno fluvial dominado por lagos, llanuras de inundación , y ríos serpenteantes de baja energía. Esto concuerda con los tipos de fauna vertebrada presentes en la formación, que comprenden solo animales terrestres o de agua dulce.
Además de Siamosaurus, había dinosaurios terópodos como el metriacantosáurido Siamotyrannus isanensis, el ornitomimosaurio Kinnareemimus khonkaenensis, el megaraptoriano Phuwiangvenator yaemniyomi, el celurosauriano basal  Vayuraptor nongbualamphuensis, un terópodo compsognátido, y las aves indeterminadas. También se han recuperado de la formación huevos de terópodos con embriones. También hubo saurópodos como el titanosauriforme Phuwiangosaurus sirindhornae , mamenchisáuridos y formas indeterminadas. Los restos de saurópodos son algunos de los más abundantes en las formaciones Sao Khua y Khok Kruat. No se han encontrado fósiles de dinosaurios ornitisquios en la Formación Sao Khua, lo que posiblemente sugiere que eran poco comunes en comparación con los dinosaurios saurisquios. El conjunto de la fauna también incluía pterosaurios indeterminados tortugas Carettochelyidae, Adocidae y Trionychidae. Tiburones Hybodontiformes de las familias Hybodontidae, Ptychodontidae y Lonchidiidae, peces Pycnodontiformes, peces con aletas radiadas Sinamiidae y Semionotidae. y los crocodiliformes goniofolididos Sunosuchus phuwiangensis, Siamosuchus phuphokensis, y Theriosuchus grandinaris.. Las Formaciones Sao Khua y Khok Kruat tenían un clima más semiárido que la Formación Phu Kradung , más antigua y húmeda, que data del Berriasiano.
La Formación Khok Kruat se compone principalmente de areniscas, conglomerados, limolitas y lutitas. Similar a la Formación Sao Khua, la deposición de estos sedimentos ocurrió en un ambiente árido a semiárido de llanuras aluviales de ríos serpenteantes y de movimiento lento. Este ecosistema incluía pterosaurios, peces Sinamiidae; tortugas Carettochelyidae y Adocidae,; tiburones Ptychodontidae, Hybodontidae y Thaiodontidae y el crocodiliforme Khoratosuchus jintasakuli , así como los goniofolididos. Además de Siamosaurus, la fauna de dinosaurios de la Formación Khok Kruat incluía el carcarodontosáurido Siamraptor suwati, iguanodontidos como Sirindhorna khoratensis, Ratchasimasaurus suranareae, y Siamodon nimngami, un saurópodo titanosauriforme similar a Phuwiangosaurus, un ceratopsiano indeterminado y varios terópodos indeterminados. La formación es probablemente equivalente a la Formación Grès supérieurs de Laos, ya que también se han encontrado allí animales como espinosáuridos, saurópodos e iguanodontes derivados.
En 2007, Milner y sus colegas sugirieron que los espinosáuridos y los iguanodóntidos pueden haberse extendido del oeste al este de Laurasia, el supercontinente norte en ese momento, durante el Aptiense, basándose en su distribución y presencia en la Formación Khok Kruat.  El paleontólogo estadounidense Stephen Brusatte y sus colegas señalaron en 2010 que el descubrimiento de espinosáuridos en Asia, una familia previamente conocida solo en Europa, África y América del Sur, sugiere un intercambio de fauna entre Laurasia y Gondwana en el sur durante los primeros años. Cretácico tardío. Aunque también es posible que los espinosáuridos ya tuvieran una distribución cosmopolita antes del Cretácico Medio, antes de la ruptura de Laurasia de Gondwana. Sin embargo, los autores señalaron que se necesita más evidencia para probar esta hipótesis. En 2012, Allain y sus colegas sugirieron que tal distribución global pudo haber ocurrido antes en Pangea antes del Jurásico tardío, incluso si Asia se separó primero del supercontinente.  En 2019, la paleontóloga española Elisabete Malafaia y sus colegas también indicaron un patrón biogeográfico complejo para los espinosáuridos durante el Cretácico Inferior, basado en similitudes anatómicas entre Ichthyovenator y el género europeo Vallibonavenatrix.